# Flatschach, Sokovo
Flatschach je naselje v Občini Sokovo v Okraju Trg na Koroškem v Avstriji.